# Landschaftsschutzgebiet Quellauf nördlich Henstorf
Das Landschaftsschutzgebiet Quellauf nördlich Henstorf mit etwa 2 ha Flächengröße liegt im Gemeindegebiet von Kalletal. Es wurde 1995 mit dem Landschaftsplan Nr. 4 Kalletal durch den Kreistag des Kreises Lippe erstmals als Landschaftsschutzgebiet (LSG) ausgewiesen. 2004 erfolgte die erneute Ausweisung durch den Kreistag mit dem geänderten Landschaftsplan.

## Beschreibung
Das LSG umfasst einen Quellbereich mit Quelllauf eines Nebenbaches der Osterkalle und zwei Seitentälchen nördlich von Henstorf. Der Quellbereich hat mehrere Quelltöpfe und ist mit Erlen bestanden. Der sich anschließende Bachlauf ist dicht gesäumt von Gebüschen wie Schlehe, Haselnuss, Weide, Holunder und Erle. Am Bach wächst ein mehr oder weniger breiter Hochstaudensaum. Im Bereich des querenden Weges befindet sich ein Erlen-Eschenwald mit Birken und Weiden. Von Südwesten kommt eine periodisch wasserführende Rinne. Hier prägen zwei Altteiche das Landschaftbild. Intensive Ackerbauflächen reichen in Folge bis an die Uferlinie. Im unteren Teil des LSG befindet sich ein Amphibiengewässer, das von zwei mächtigen Eschen, Holundersträuchern und Brennnesseln umsäumt wird.

## Schutzzwecke für das LSG
Laut Landschaftsplan erfolgte die Ausweisung des LSG
- „zur Erhaltung und Wiederherstellung der Leistungsfähigkeit des Naturhaushaltes in ökologisch besonders wertvoll strukturierten Bereichen mit Wasser-, Klima- und Biotopschutzfunktionen,“
- „zur Erhaltung und Wiederherstellung von Quellbereichen und naturnahen Fließgewässern, Grünland und naturnahen Waldbereichen unterschiedlicher Feuchtestufen, Feldgehölzen, Hecken und Obstwiesen,“
- „zur Erhaltung morphologisch ausgeprägter Bereiche zur Sicherung der landschaftlichen Eigenart und Vielfalt für die Erholung,“
- „zur Erhaltung wertvoller Biotopkomplexe aus Wald-Gründlandbereichen, Fließgewässern und Quellen mit wichtigen Trittstein- und Vernetzungsfunktionen,“
- „zur Erhaltung und Wiederherstellung wichtiger Rückzugsräume für die bedrohte Tier- und Pflanzenwelt,“
- „zur Sicherung der das Orts- und Landschaftsbild gliedernden und belebenden und die dörflichen Siedlungsstrukturen prägenden Freiraumelemente.“[1]

## Rechtliche Vorschriften
Im Landschaftsschutzgebiet ist unter anderem das Errichten von Bauten und das Anlegen von Fischteichen verboten.